# Frank O. Briggs

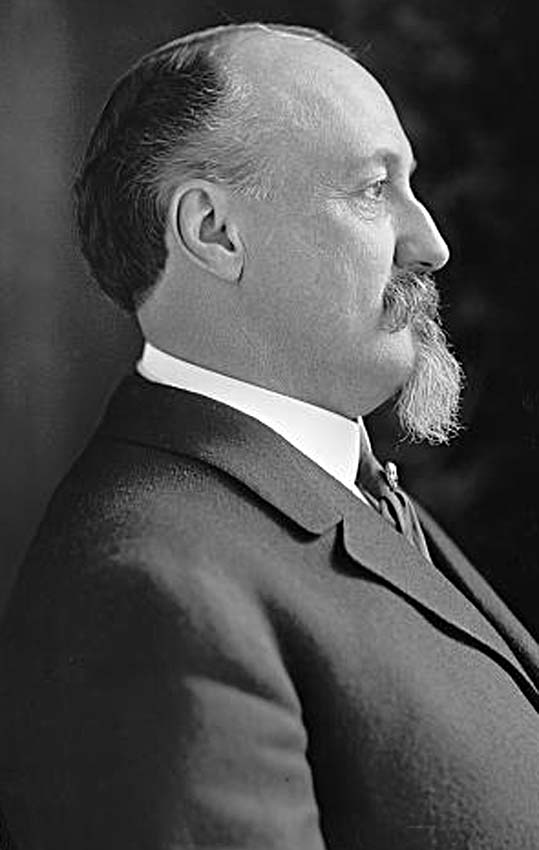
Frank O. Briggs

Frank Obadiah Briggs (* 12. August 1851 in Concord, New Hampshire; † 8. Mai 1913 in Trenton, New Jersey) war ein US-amerikanischer Politiker (Republikanische Partei), der den Bundesstaat New Jersey im US-Senat vertrat.
Frank Briggs besuchte zunächst die öffentlichen Schulen, dann eine Privatschule in Francestown und schließlich die Phillips Academy in Andover. 1872 machte er seinen Abschluss an der US-Militärakademie in West Point, woraufhin er zunächst eine Laufbahn bei der US Army begann. Bis 1877 diente er in einem Infanterieregiment und stieg dabei bis zum Second Lieutenant auf.
In diesem Jahr nahm er seinen Abschied vom Militär und zog nach New Jersey, wo er sich in der Drahtherstellung betätigte. Er saß von 1884 bis 1892 im Schulausschuss von Trenton und war von 1899 bis 1902 Bürgermeister dieser Stadt. Von 1901 bis 1902 gehörte Briggs überdies dem Erziehungsausschuss von New Jersey an; im Anschluss war er bis 1907 als Finanzminister (Treasurer) Mitglied der Staatsregierung.
Zwischen 1904 und 1907 stand Briggs der Republikanischen Partei in New Jersey vor. Am 4. März 1907 zog er als Nachfolger von John F. Dryden in den US-Senat in Washington ein, wo er unter anderem dem Ausschuss für geologische Gutachten (Committee on Geological Survey) vorstand. Er bewarb sich im Jahr 1912 um die Wiederwahl, unterlag aber dem Demokraten William Hughes und schied folglich am 3. März 1913 wieder aus dem Kongress aus. Briggs kehrte nach Trenton zurück, um dort wieder seinen Geschäften nachzugehen, starb aber bereits im Mai desselben Jahres.
Sein Vater James F. Briggs gehörte von 1877 bis 1883 als Vertreter New Hampshires dem Repräsentantenhaus der Vereinigten Staaten an.